# 諫早市立上諫早小学校
諫早市立上諫早小学校（いさはやしりつ かみいさはやしょうがっこう）は、長崎県諫早市本明（ほんみょう）町にある公立小学校。

## 概要
歴史
1907年（明治40年）に開校した「丸尾尋常小学校」を前身とする。2017年（平成29年）に創立110周年を迎える。
学校教育目標
「やさしく、かしこく、たくましく」
校章
太陽と2つの勾玉を組み合わせたものを背景にして、中央に校名（略称）の「上小」の文字（縦書き）を置いている。
校歌
作詞は田島日路樹、作曲は池田松洋による。歌詞は3番まであり、両番に校名の「上諫早」が登場する。
校区
住所表記で「諫早市」の後に「本明町、目代町」が続く地域。中学校区は諫早市立北諫早中学校。

## 沿革
前史
旧・下本明尋常小学校
- 1874年（明治7年）10月29日 - 下本明村の「下本明小学校」が正式に長崎県によって「第五大学区長崎県管下第一中学区の小学校」として認可される[3]。
- 1886年（明治19年）9月 - 小学校令の施行により、尋常科（修業年限4年）を設置の上、「尋常下本明小学校」に改称。
- 1889年（明治22年）4月1日 - 町村制の施行により北諫早村立の小学校となる。（下本明・福田・栄田の3村合併）
- 1892年（明治25年）4月1日 - 「下本明尋常小学校」に改称。

旧・目代尋常小学校
正史
- 1907年（明治40年）3月 - 目代尋常小学校と下本明尋常小学校の2校が統合され、現在地に「丸尾尋常小学校」が開校。
- 1908年（明治41年）4月1日 - 小学校令の改正により、義務教育年限（尋常科の修業年限）が4年から6年に延長される。尋常科5年を新設。
- 1909年（明治42年）4月1日 - 尋常科6年を新設。
- 1923年（大正12年）4月1日 - 「諫早第二尋常小学校[4]」に改称。
  - 1町（諫早）と2村（北諫早・諫早）の合併により（新）諫早町が発足。諫早町立の小学校となる。
- 1940年（昭和15年）9月1日 - 諫早市の発足[5]に伴い、諫早市立の小学校となる。
- 1941年（昭和16年）4月1日 - 国民学校令の施行により、「諫早市上諫早国民学校」に改称。尋常科を初等科に改める（初等科6年）。
- 1947年（昭和22年）4月1日 - 学制改革（六・三制の実施）により「諫早市立上諫早小学校」（現校名）となる。
- 1958年（昭和33年）6月 - 北校舎・中校舎が完成。
- 1960年（昭和35年）5月 - 本館等が完成。
- 1966年（昭和41年）4月 - 完全給食を開始。
- 1972年（昭和47年）9月 - 校旗と校歌を制定。
- 1973年（昭和48年）8月 - プールが完成。
- 1978年（昭和53年）2月 - 体育館が完成。
- 1986年（昭和61年）3月 - 創立80周年を記念してタイムカプセルを設置。
- 1995年（平成7年）8月 - 保育園跡に駐車場を整備。
- 2000年（平成12年）10月 - コンピュータを設置。
- 2004年（平成16年）1月 - 新校舎が完成。
- 2006年（平成18年）2月 - 創立100周年記念式典を挙行。
- 2012年（平成24年）10月 - 体育館の耐震化工事を完了。

## アクセス
最寄りの鉄道駅
- JR九州長崎本線・島原鉄道線「諫早駅」

最寄りのバス停
- 長崎県営バス「一軒茶屋」バス停

## 周辺
- 上諫早保育園

## 関連事項
- 長崎県小学校一覧